# ویرا راستورگویوا
ویرا سرگییونا راستورگویوا (به روسی: Расторгуева, Вера Сергеевна) ایران‌شناس و تاجیک‌شناس، دکتری زبان‌شناسی، گویش‌شناس مدرن تاجیک، اولین مدیر بخش زبان‌های ایرانی مؤسسهٔ زبان‌شناسی آکادمی علوم روسیه که برندهٔ جایزهٔ دولتی به اسم ابو علی سینا گردید و نشان شوالیهٔ «دوستی» را از آن خود کرد.

## زندگی‌نامه
وی در سال ۱۹۱۲ در استان لیپتسکوی در روسیه به دنیا آمد. او در سال ۱۹۳۸ از دانشکدهٔ زبان‌شناسی دانشگاه دولتی لنینگراد فارغ‌التحصیل شد و از سال ۱۹۴۲، بعد از جنگ جهانی دوم و محاصرهٔ شهر لنینگراد، در دانشگاه تاجیکستان شروع به تدریس کرد.
وی سال‌های ۱۹۴۵ تا ۱۹۵۳ را به تدریس در دانشگاه دولتی مسکو گذراند و از سال ۱۹۵۳ تا ۱۹۶۰ در مقام مدیر گروه رشتهٔ زبان‌های ایرانی در مؤسسهٔ زبان‌های شرقی دانشگاه دولتی مسکو مشغول به کار بود و در سال ۱۹۶۴ از رسالهٔ دکتری خود دفاع کرد. او در سال ۲۰۰۵ در سن ۶۵ سالگی از دنیا رفت.

## فعالیت‌ها
- مطالعه و مقایسهٔ گویش‌های تاجیکی در سال ۱۹۶۴
- مطالعهٔ ساختار گرامری زبان تاجیکی در سال ۱۹۴۹
- گردآوری فرهنگ لغت روسی تاجیکی در سال ۱۹۴۹
- مطالعهٔ زبان بلوچی در سال ۱۹۶۶
- مطالعهٔ زبان‌های مردم اتحادیهٔ جماهیر شوروی